# دامنه اتویی

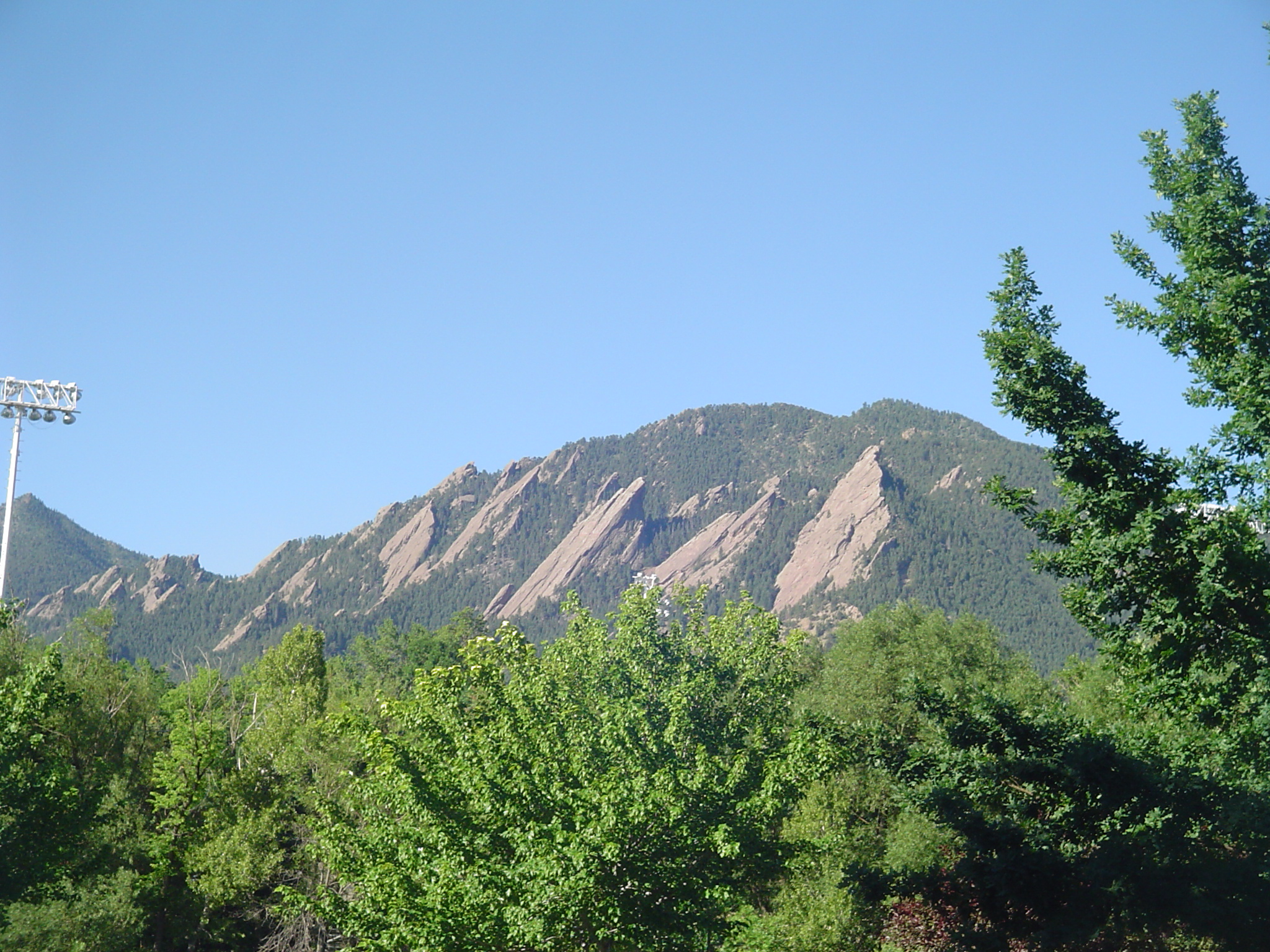
فلت‌آیرون‌ها مشرف به بولدر، کلرادو

دامنه اتویی یا فلت‌آیرون (به انگلیسی: Flatiron) در ژئومورفولوژی به زمین‌چهر شیب‌دار مثلثی‌شکلی گفته می‌شود که در آن بر اثر فرسایش دیفرانسیلی، یک چینه مقاوم در برابر فرسایش، چبنه نرم‌تری را پوشانده است. دامنه‌های اتویی دارای پایه وسیع بوده و سطح مثلثی آن به طرف بالا و رأس دامنه باریک می‌شود. اغلب بریده‌شدن تیغه بر اثر رواناب باعث تشکیل دامنه‌های اتویی در امتداد لایه‌های سنگی تشکیل دهنده تیغه می‌شود. گاهی اوقات برخی از دامنه‌های اتویی به صورت معلق و با همان جهت امتداد بر روی دامنه کوه‌های بزرگ‌تر با لایه‌های سنگی تشکیل‌دهنده شیب دامنه قرار دارند، اما اغلب دامنه‌های اتویی دارای زاویه‌ای تندتر نسبت به شیب کوهستان هستند. نام دامنه اتویی به دلیل شباهت این عارضه با اتوی خانگی بر روی این زمین‌چهر گذاشته شده است.
فلت‌آیرون‌های نزدیک بولدر در کلرادو نمونه‌ای از این زمین‌چهر و منشأ نام‌گذاری آن است. نمونه‌های تکامل‌یافته دیگری از دامنه‌های اتویی در شرق کوه‌های یوئینتا در شمال‌غرب کلرادو، پارک ملی کپیتول ریف در نزدیکی فینیکس، آریزونا و در غرب تگزاس نیز یافت می‌شود.